# 和田弘江
和田弘江（わだ ひろえ、1991年9月15日 - ）は、日本テレビの社会部記者、フリーアナウンサー。圭三プロダクション所属。

## 来歴
千葉県出身。成田高等学校・付属中学校では、野球でマネージャーを務め、2学年先輩には千葉ロッテマリーンズの投手唐川侑己がいる。
神田外語大学外国語学部韓国語学科卒業。在学中に法政大学自主マスコミ講座アナウンサーコースに所属していた。同期は元TBSアナウンサーの品田亮太、山梨放送の小松千絵、静岡放送の黒田菜月がいる。
2012年に水郷佐原ミスあやめコンテストに出場し、準グランプリに選ばれた。
2014年4月に日テレアックスオンに入社後、news  every.ではグルメリポーターを務め、その後、社会部記者を務める。担当は厚生労働省。
圭三塾出身で、2018年からはフリーアナウンサーとして圭三プロダクションに所属している。

## 人物
趣味は茶道、旅行、パン作り、グルメ巡り、ペン習字。

## 出演
- PON! 「全国LIVEカメラの旅 あっちこっちたっち」
- news  evevy.
- NEWS ZERO